# Синдром Рефсума
Болезнь (синдром) Рефсума (полиневритоподобная гемератюпическая гередоатаксия) — редкое наследственное заболевание, которое проявляется в том, что вследствие дефекта выработки специального фермента α-окисления в организме человека накапливается фитановая кислота. Её концентрация повышается в клетках центральной и периферической нервной системы, а также в тканях внутренних органов. Через определенное время содержание этой кислоты в миелине вырастает до половины от общего количества жирных кислот в нём, что приводит к перекисному окислению липидов и деструкции миелиновой оболочки.
Расстройство названо по имени норвежского невролога Сигвальда Бернарда Рефсума (1907–1991).

## Физиологические воздействия
Патоморфологически выявляется картина интерстициальной гипертрофической полинейропатии с жировой дегенерацией периферических нервов, дегенеративные изменения в клетках передних рогов, в задних канатиках, подкорковых ганглиях, часто поражаются слуховой, зрительный, обонятельный нервы.

## Проявления
Наследуется по аутосомно-рецессивному принципу. Чаще проявляется в детском или юношеском возрасте, постепенно развивается мозжечковая атаксия, полинейропатия с амиотрофиями и парезами, глухота, аносмия, снижение остроты зрения, ночная слепота, концентрическое сужение полей зрения, пигментный ретинит. Описаны случаи костных деформаций в виде искривления позвоночника, формирования стопы Фридрейха, ихтиоз по типу ксеродермии, катаракта, поражение миокарда. Течение болезни прогрессирует медленно. Дифференциальный диагноз проводится с невральной амиотрофией Шарко — Мари — Тута, болезнью Фридрейха, полинейропатиями. Для подтверждения диагноза используется определение уровня фитановой кислоты в крови и моче.

## Лечение
Лечение заключается в ограничении зеленых фруктов и овощей, которые содержат хлорофилл. Может быть эффективен плазмаферез, при котором фитановую кислоту удаляют из крови.